# Holub šalomounský
Holub šalomounský (Microgoura meeki) je vyhynulý druh ptáka z čeledi holubovití (Columbidae), jenž endemitně žil na ostrově Choiseul na Šalamounových ostrovech. Podle nepotvrzených záznamů se snad vyskytoval také na několika blízkých ostrovech. 
Holub šalomounský byl jediným zástupcem rodu Microgoura, nerozlišovaly se také žádné jeho poddruhy. Jeho nejbližším žijícím příbuzným je pravděpodobně holub břidlicový (Trugon terrestris), případně i s holuby korunáči (Goura). Zbarvení dospělých holubů šalomounských se pohybovalo v modrošedých odstínech, s hnědooranžovým břichem a charakteristickou břidlicově modrou chocholkou. Není jisté, v jaké poloze pták tento ozdobný prvek nosil. Na hlavě byl mimo chocholky patrný i modrý čelní štítek obklopený černým peřím a dvoubarevný zobák. Křídla byla hnědá a krátký ocas měl černofialové zbarvení. Pták se ozýval půvabným stoupavě-klesajícím pískáním.
Poněvadž holub šalomounský vyhynul ještě před provedenými terénními průzkumy, o jeho chování je známo jenom málo informací. Zřejmě šlo o pozemní druh, jenž kladl pouze jedno vejce do nevystýlané prohlubně v zemi. Hnízdil v párech, resp. tří- až čtyřčlenných skupinkách v malých keřích. Údajně šlo o velmi krotké ptáky, již se nechali chytit přímo na hnízdech. Holub šalomounský žil v nížinných lesích, zejména v pobřežních bažinatých oblastech, ovšem nikoli v mangrovových porostech. První vzorky získal teprve anglický přírodovědec a sběratel ptáků Albert Stewart Meek, jenž v roce 1904 ulovil šest dospělých jedinců a na severu ostrova získal také jedno vejce. Navzdory mnoha následným expedicím jde o jediné věrohodné záznamy o existenci ptáka. Již v době svého objevu šlo o vzácného opeřence, podle zpráv získaných od místních domorodců ohroženého zejména zavlečenými kočkami. Poslední nepotvrzená zpráva o jeho existenci pochází z počátku 40. let 20. století a Mezinárodní svaz ochrany přírody nyní holuba šalomounského pokládá za vyhynulý druh.